# Navardún
Navardún là một đô thị ở tỉnh Zaragoza, Aragon, Tây Ban Nha. Theo điều tra dân số 2004 của Viện thống kê Tây Ban Nha (INE), đô thị này có dân số là 54 người. Diện tích đô thị này là 24 ki-lô-mét vuông.Đô thị này nằm ở độ cao 480 m trên mực nước biển.

## Biến động dân số
Dữ liệu dân số Navardún giai đoạn 1842 và 2001:
| Biến động dân số của Navardún từ năm 1842 đến năm 2001 |      |      |      |      |      |      |      |      |      |      |      |      |      |  |      |
| 1842                                                   | 1877 | 1887 | 1897 | 1900 | 1910 | 1920 | 1930 | 1940 | 1950 | 1960 | 1970 | 1981 | 1991 |  | 2001 |
| 168                                                    | 475  | 460  | 458  | 413  | 439  | 500  | 452  | 412  | 339  | 302  | 206  | 116  | 89   |  | 55   |